# Sindravellir
Sindravellir – wielofunkcyjny stadion w Höfn, w Islandii. Obiekt może pomieścić 2000 widzów. Swoje spotkania rozgrywają na nim piłkarze i piłkarki klubu UMF Sindri.
27 lipca 1997 roku na stadionie odbył się towarzyski mecz piłkarskich reprezentacji Islandii i Wysp Owczych (1:0).